# Hochschwabgruppe
Hochschwabgruppe – pasmo górskie w Alpach Styryjsko-Dolnoaustriackich, części Północnych Alp Wapiennych. Leży w Austrii, w kraju związkowym Styria. Najwyższym szczytem jest Hochschwab. Główne miasta regionu to Bruck an der Mur i Eisenerz.
Pasmo to graniczy z pasmami: Ybbstaler Alpen na północy, Mürzsteger Alpen na wschodzie, Randgebirge östlich der Mur na południowym wschodzie, Lavanttaler Alpen na południu oraz z Alpami Ennstalskimi na zachodzie.
Najwyższe szczyty:
| - Hochschwab 2277 m, - Ringkamp 2153 m, - Ebenstein 2123 m, - Trenchtling 2081 m, - Griesstein 2023 m, - TAC Spitze 2019 m, |  | - Beilstein 2012 m, - Hohe Weichsel 2006 m, - Brandstein 2003 m, - Riegerin 1939 m, - Messnerin 1835 m. |  |

Schroniska:
- Sonnschienhütte (1523 m),
- Leobner Hütte (1582 m),
- Schiestlhaus (2154 m),
- Fölzalm (1484 m),
- Häuslalm (1526 m),
- Gsollalm (1201 m),
- Pfaffingalm (1550m).